# I-Space
i-Space（アイ・スペース）は、宇宙開発事業団 (NASDA)（現宇宙航空研究開発機構 (JAXA)）が提唱していた、人工衛星を利用した宇宙インフラ構想である。

## 概要
2001年に政府が策定したe-Japan戦略およびe-Japan重点計画において、2005年までに高速インターネット衛星を打ち上げ、2010年を目処に実用化することが掲げられた。
これを受けて、当時のNASDAは既存の人工衛星計画を再整理して、将来の宇宙インフラ構想i-Spaceとしてまとめ上げた。
i-Spaceでは、以下の3種類の衛星を用いて、実用化に向けての実験が行われる。
きく8号(ETS-VIII)小型携帯端末による、移動体通信の実現。
きずな(WINDS)日本・アジア太平洋地域における、衛星を利用した高速インターネットの実現。
みちびき(QZSS)小型携帯端末による、ナビゲーション機能の実現。
これらの衛星を利用し、山間部や海上、インフラの整っていない地域においても通信や測位を可能にし、災害時や・医療・教育へ貢献することを目的としている。
衛星の打ち上げに先立って、2001年から2002年にかけてi-Spaceパイロット実験が行われ、実際の利用現場を想定した実験や技術試験が行われた。

## 現状
2003年のJAXA統合や、その前後に相次いだ人工衛星やロケットの失敗の影響で、計画は大幅に遅延した。

### きく8号
2006年12月に打ち上げられたが、受信側アンテナの増幅器電源の不具合により、小型携帯端末のみでの通信ができず、外部大型アンテナが必要な状態となっている。

### きずな
きずなは2008年2月23日に打ち上げられた。既に日本国内の大半の地域ではADSLや光ファイバーを用いた高速通信が一般家庭で実現されており、主に災害時におけるバックアップや、アジア・太平洋地域における利用が想定されていた。
2011年の東日本大震災の際、JAXAは3月20日から4月24日までの間、災害対策支援として岩手県庁の災害対策本部と、釜石市及び大船渡市の現地対策本部との間に「きずな」を用いたブロードバンド環境を構築し、ハイビジョンTV会議や無線LANなどが利用できる環境を提供し、その実用性を示した。

### みちびき
複数の衛星が必要な大掛かりなシステムであり、民間企業による資金が期待されていた。しかし、収益の低さが最後まで解決されず、2006年3月に事業化が断念された。その後は衛星測位技術の習得という観点から、2009年度に1号機のみが全額国費で打ち上げられることになった。